# 新加坡國籍法
新加坡國籍法是來自新加坡憲法，原則是血統主義和經修改的屬地主義。取得新加坡國籍有四種方式：出生、血統、註冊或歸化。

## 歷史
新加坡公民權首次授予於1959年，當時新加坡是自治的英國殖民地。那時，新加坡已獲授予充分的內部自治。《1957年新加坡公民條例》將公民身份給予所有在新加坡或馬來亞聯邦出生的居民、已居住兩年的英國公民，以及其他已居住十年的居民。新加坡人仍然被視為英國臣民，其護照有不常見的國籍身份：“英國臣民：新加坡國公民”而不是通常的“英國臣民：英國及殖民地公民”。
新加坡與馬來西亞聯邦在1963年9月16日合併，所有英國臣民：新加坡公民當日成為馬來西亞公民。馬來西亞公民是由馬來西亞國籍法規範。其後，新加坡在1965年8月9日從馬來西亞聯邦分裂出來，新憲法生效。關於新加坡國籍，新加坡廢除了1957年的條例，並給予在1963年9月16日根據該條例是公民的人「新加坡公民資格」。
2004年，憲法進行了修訂，允許女性公民和公民通過血統給予在海外出生的子女公民身份。但要取得國籍，該子女必須滿足一定的居住要求。

## 出生
如果一個人在新加坡出生時其父亲或母亲是新加坡公民，他將是新加坡公民。當孩子的父親是一個駐新加坡的外國外交官並享有豁免權，即使孩子的母親是新加坡人，該孩子也不能取得新加坡公民權。

## 血緣
2004年5月15日或之後在新加坡以外出生的人，若其父或母是新加坡公民，他將取得新加坡公民權。若該父或母是以血緣取得公民權，但該父或母必須在孩子出生前已經在新加坡居住至少共四年，或在孩子出生前5年內有至少一年在新加坡居住。2004年5月15日之前在新加坡以外出生的人，只有當其父親在其出生或作出生註冊時是新加坡公民，才可取得新加坡公民權。
在所有情況下，新加坡公民海外出生的兒童只有當他們沒有獲得其出生國的國籍時，才被授予由血統取得的新加坡公民資格。 

## 註冊
若一個人已是永久居民至少兩年，並已在新加坡就業或已和新加坡公民結婚，則可申請註冊為新加坡公民。男性永久居民也可申請，若他圓滿完成全職國民服役。

## 歸化
雖然憲法容許，但現已不以歸化方式授予公民權。當局以憲法中有關註冊的規定給予外來人公民權。

## 雙重國籍
新加坡国籍法中没有直接禁止雙重國籍的条款，但有如下条款：（1）授权部长褫夺取得（或行使）外国国籍者的新加坡国籍；（2）规定海外出生且根据血统取得新加坡国籍者，须在22周岁前按政府要求放弃所有外国国籍，并宣誓效忠新加坡，否则其新加坡国籍将在其年满22周岁时自动丧失。
在成年前取得外国国籍的新加坡公民，在年满22周岁前不受影响。這種雙重公民身分可能因在外國出生、從其外國公民的父母或歸化而獲得公民權。新加坡公民18歲後取得外國國籍，部长有权褫夺其新加坡國籍。入籍新加坡的外國人須放棄外國國籍。在外國出生、因血統或歸化而取得雙重或多個國籍的未成年人，需要在22歲時放棄所有外國國籍，否則可能會被部长褫夺其新加坡國籍。
禁止雙重國籍是在新加坡是具爭議的問題。隨着經濟更加全球化，以及新加坡人更為流移動，許多新加坡人已獲得外國國籍，即使他們可能對新加坡仍有很深厚的情懷，但只能不情願地放棄了他們的新加坡國籍。長期居住在新加坡的移民可能有資格取得新加坡公民資格，但可能不願意歸化成為公民，因為這將意味著放棄本國的國籍。那些出生時有雙重國籍的人可能會覺得法規不公正，因為他們被剝奪他們與生俱來的國籍。有雙重國籍的男公民，11歲之後和21歲成年之前，不允許放棄新加坡國籍，因他們必須在18歲為國家服役。
政府不容許雙重國籍的理由是新加坡是一個年輕和脆弱的國家，不能承受其國民對其他國家忠誠，這將影響國家應對危機。而且，若有雙重國籍的人在富貴時享福，危難時離開，該國沒有雙重國籍的公民會因此而不滿。然而，因應當地和全球的情況下，政府對允許雙重國籍持開放態度。